# Saná (província)

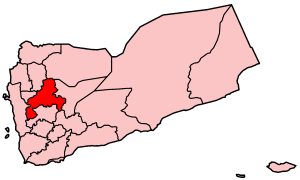
Localização no Iêmen

Saná ou Sanaa é uma província (mohafazah) do Iêmen. Em 2011, sua população era de 2 409 000 habitantes. A capital provincial é a cidade de Saná, também capital do país.